# Lijst van staatshoofden van Syrië sinds de onafhankelijkheid
Dit is een lijst van staatshoofden van Syrië sinds de onafhankelijkheid van 1944.

## Tijdlijn
- 1944: Onafhankelijkheidsverklaring
- 1946: Onafhankelijkheid erkend door Frankrijk
- 1958-1961: Onderdeel Verenigde Arabische Republiek
- 1961-: Syrische Arabische Republiek

## Presidenten en andere staatshoofden
| Naam                   | Periode     | Opmerking                                                             |
| ---------------------- | ----------- | --------------------------------------------------------------------- |
| Shukri al-Kuwatli      | 1943 - 1949 | President, lid van het Nationalistisch Blok (KW)                      |
| Husni az-Zaim          | 1949        | President, lid van de Syrische Socialistische Nationale Partij (SSNP) |
| Mohammed al-Hinnawi    | 1949        | Militair, Voorzitter van de Opperste Militaire Raad                   |
| Hashim Kalid al-Atassi | 1949 - 1951 | Militair staatshoofd                                                  |
| Adib ash-Shishakli     | 1951        | Militair staatshoofd, lid van de Arabische Bevrijdingsbeweging (ALM)  |
| Favzi as-Silu          | 1951 - 1953 | Militair staatshoofd                                                  |
| Adib ash-Shishakli     | 1953 - 1954 | President, lid van de ALM                                             |
| Maamun al-Kuzbari      | 1954        | President                                                             |
| Hashim Kalid al-Atassi | 1954 - 1955 | President                                                             |
| Shukri al-Kuwatli      | 1955 - 1958 | President, lid van de Syrische Nationale Partij (SNP)                 |
| Shukri al-Kuwatli      | 1958 - 1961 | Vicepresident van de Verenigde Arabische Republiek                    |
| Izaat an-Nuss          | 1961        | President, militair                                                   |
| Nazim al-Kudsi         | 1961 - 1963 | President                                                             |
| Louai al-Atassi        | 1963        | Voorzitter van de Revolutionaire Commandoraad, lid van Ba'ath         |
| Amin al-Hafiz          | 1963 - 1966 | Voorzitter van de Revolutionaire Commandoraad, lid van Ba'ath         |
| Nurredin al-Atassi     | 1966 - 1970 | Voorzitter van de Revolutionaire Commandoraad, lid van Ba'ath         |
| Ahmed al-Katib         | 1970 - 1971 | Voorzitter van de Revolutionaire Commandoraad, lid van Ba'ath         |
| Hafiz al-Assad         | 1971 - 2000 | President, lid van de Ba'ath                                          |
| Abdul Halim Khaddam    | 2000        | President, lid van de Ba'ath                                          |
| Bashar al-Assad        | 2000 - 2024 | President, lid van de Ba'ath                                          |

## Interim Presidenten
| Naam                    | Periode      | Opmerking                                           |
| ----------------------- | ------------ | --------------------------------------------------- |
| Ahmed Hussein al-Sharaa | 2025 - heden | President, voormalig emir van Hay'at Tahrir al-Sham |

## Secretarissen-generaal van de Syrische Ba'ath-partij
| Naam              | Periode     |
| ----------------- | ----------- |
| Mohammed al-Hafez | 1963 - 1970 |
| Hafiz al-Assad    | 1970 - 2000 |
| Bashar al-Assad   | 2000 - 2024 |

Verklaring van de afkortingen: KW= Nationalistisch Blok; ALM= Arabische Bevrijdingsbeweging; SSNP= Syrische Socialistische Nationale Partij; SNP= Syrische Nationale Partij; NU= Nationalistische Unie (Egypte/Syrië); Mil= militair; Ba'ath= Ba'ath-partij (Partij van de Arabische Herrijzenis)